# دوري قرغيزستان لكرة القدم 1995
دوري قيرغيزستان لكرة القدم 1995 هو الموسم 4 من دوري قيرغيزستان لكرة القدم. فاز فيه FC Kant-Oil ‏.